# Christus factus est

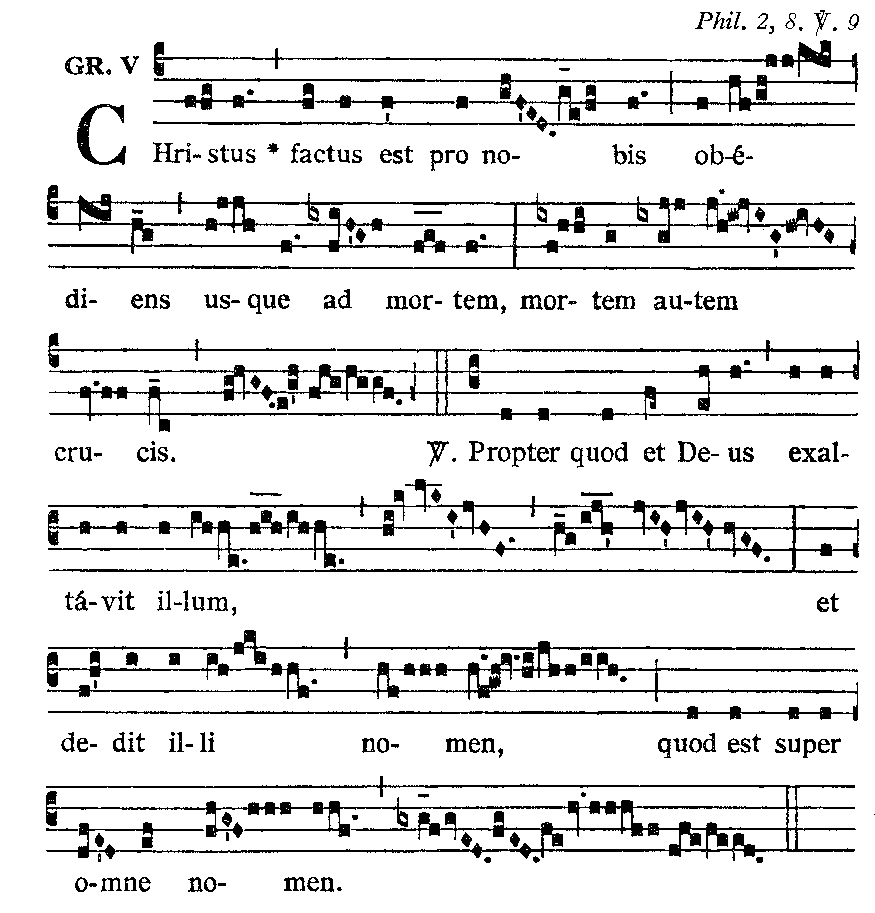
Christus factus est, gregorianische Fassung als Zwischengesang am Palmsonntag im Graduale Romanum

Christus factus est ist der Anfang einer biblischen Textstelle aus dem Brief des Paulus an die Philipper (2,8–9 ), der zuerst im gregorianischen Choral vertont wurde.

## Text
Lateinisch

Christus factus est pro nobis obediens

usque ad mortem, mortem autem crucis.

Propter quod et Deus exaltavit illum

et dedit illi nomen, quod est super omne nomen.
Deutsch

Christus ward für uns gehorsam
bis zum Tod, bis zum Tod am Kreuze.

Daher hat ihn Gott [über alle] erhöht

und ihm den Namen verliehen, der größer ist als alle Namen.

## Liturgie
Bis zur Reform der Karwochenliturgie in den Jahren 1951 bis 1956 wurde Christus factus est als Graduale der heiligen Messe am Gründonnerstag gesungen, seitdem nach der zweiten Lesung in der heiligen Messe am Palmsonntag und in der Karfreitagsliturgie sowie als Graduale des Festes der Kreuzerhöhung. Die Melodie findet sich im Graduale Romanum (1975), S. 148, und im Graduale Novum S. 108.
Im Stundengebet bildet das Christus factus est das Responsorium nach der Kurzlesung in Stundengebet und Laudes vom Abend des Gründonnerstags bis zum Abend des Karsamstags, und zwar von Mal zu Mal um einen halben Vers verlängert. Auch wird es in den Karmetten nach den Psalmen jeder Nokturn gesungen.

## Polyphone Vertonungen
Die Textstelle erfuhr zahlreiche Vertonungen in allen Epochen. Frühe Beispiele liegen von Giovanni Francesco Anerio und Giovanni Matteo Asola vor. Aus der Wiener Klassik ist ein Chorsatz von Michael Haydn (MH 628, 2) überliefert.
Anton Bruckner hinterließ unter diesem Titel drei Chorwerke:
Die erste Komposition stammt von 1844 und ist das Graduale der Choralmesse für den Gründonnerstag (WAB 9). Sie ist für vierstimmigen gemischten Chor (SATB) geschrieben und steht in F-Dur.
Die zweite Komposition (WAB 10) entstand in 1873 und ist eine Motette in d-Moll für achtstimmigen gemischten Chor (SSAATTBB), 3 Posaunen und Streicher ad libitum; sie wurde am 8. Dezember 1873 (Mariä Empfängnis) in Wien uraufgeführt.
Die dritte Komposition von 1884 (WAB 11) ist eine Motette für vierstimmigen gemischten Chor (SATB) a cappella in d-Moll. Sie wurde am 9. November 1884 in Wien uraufgeführt und ist dem Pater Otto Loidol gewidmet. Sie ist bei weitem die bekannteste der drei Kompositionen und zählt mitunter neben dem Locus iste und dem Ave Maria (WAB 6) zu Bruckners bekanntesten A-cappella-Chorkompositionen.
Anton Webern komponierte 1924 seine Fünf Canons op. 16 für Sopran, Klarinette und Bassklarinette. Die ausgewählten Texte sind unter anderem der Gründonnerstags- und Karfreitagsliturgie entnommen. Christus factus est ist die Textgrundlage des ersten Stücks.